# Resolut1on
Роман Фомінок, більш відомий як «Resolut1on» (нар. 2 вересня 1996) — український кіберспортсмен, дворазовий фіналіст чемпіонату світу з Dota 2 (2016, 2022).

## Життєпис
Роман Фомінок народився у 1996 році в Нікополі, Україна. Декілька років займався самбо, після чого захопився комп'ютерними іграми. Спочатку грав у велику кількість різних ігор, серед яких Heroes of Might and Magic III, StarCraft, Warcraft, Quake та Counter-Strike. Пізніше зосередився лише на двох — StarCraft та карті DotA Allstars у Warcraft III.
В 15 років Фомінок переїхав в Київ. Вдень він навчався, а вечорами грав в місцевих клубах. Щоб придбати новий комп'ютер для гри в Dota 2 протягом чотирьох місяців підробляв кур'єром. У 2013 потрапив до першої професійної команди ICCup, де заробляв близько 500 доларів на місяць — суттєві гроші на той час. Після цього «Resolut1on» змінив декілька колективів, серед яких Virtus.pro та RoX, поки не закріпився в команді Team Empire, ставши її головною зіркою. В составі Team Empire «Resolut1on» два рази потрапляв на головний турнір року The International у 2014 та 2015 роках, проте колектив виступав там невдало. Коли Team Empire не змогли кваліфікуватись для участі в «мейджорі» в Шанхаї, Фомінок вирішив залишити команду.
У 2016 році Фомінок залишає європейський регіон переходить до американської команди Digital Chaos. Попри те, що команда виступала не кращим чином, їм вдалося кваліфікуватись для участі в The International 2016 та стати головною несподіванкою турніру, посівши 2 місце та вигравши 3,4 млн доларів. Наступного сезону Digital Chaos не зуміли отримати місце в фінальній частині The International. Роман Фомінок приїхав на турнір як аналітик, але завдяки збігу обставин погодився зіграти за Team Empire та приніс команді 8 місце.
З 2017 по 2019 роки Фомінок змінив безліч колективів, не досягнувши успіху з жодним з них. Серед його команд — OG, Effect, VGJStorm, Forward Gaming та J.Storm. Після того, як 2019 року він не зміг потрапити на The International, Фомінок вирішив повернутись до СНД-регіону. Він погодився змінити роль з «керрі» на «офлейнера» та доєднався до Virtus.pro, де грав понад рік. Коли після декількох перемог (зокрема, на ESL One в Лос-Анджелесі 2020 року) Virtus.pro розпустили склад з Dota 2, «Resolut1on» перейшов до HellRaisers. У 2021 році HR не змогли пройти на The International, состав команди розпустили, а Фомінок вирішив взяти перерву в кар'єрі через брак мотивації.
В травні 2022 року Фомінок повернувся на про-сцену, тимчасово приєднавшись до Team Secret. Колектив вдало зіграв на турнірі Riyadh Masters, посівши третє місце, а потім кваліфікувався для участі в The International 2022. У липні 2023 року Фомінок приєднався до команди Team Secret для участі в ESL Pro Tour 2023; в результаті колектив посів друге місце в турнірі та отримав право участі в Riyadh Masters 2023.